# Maud Adams

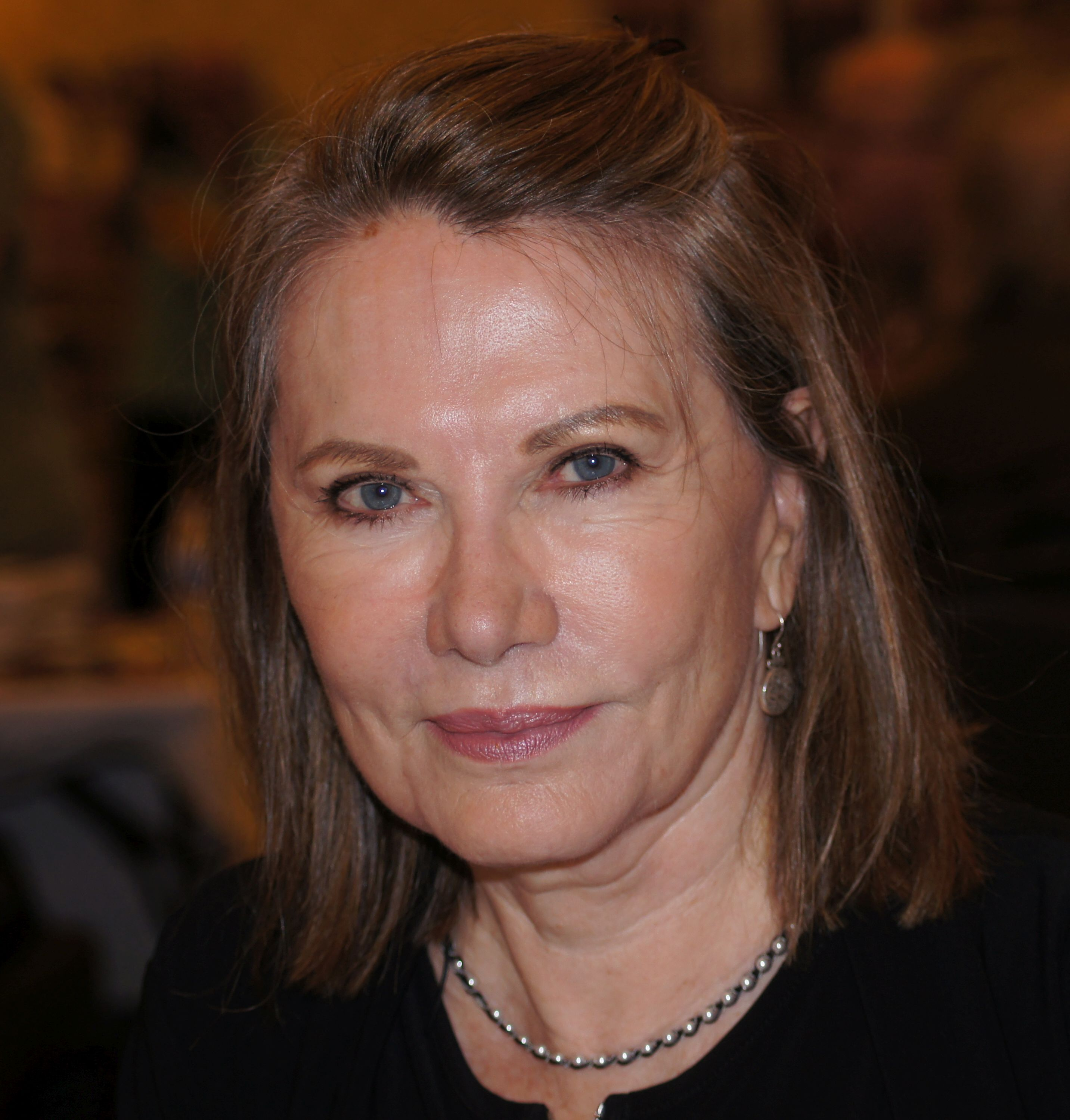
Maud Adams (2019)

Maud Adams (* 12. Februar 1945 in Luleå, Schweden; geboren als Maud Solveig Christina Wikström) ist eine schwedische Filmschauspielerin und ehemaliges Model.

## Biografie
Maud Adams ist seit 1970 schauspielerisch tätig, bekannt wurde durch ihre Rolle in dem James-Bond-Film Octopussy (1983). Octopussy ist der Name einer Zirkuschefin, die von Adams dargestellt wird. Sie ist die einzige Hauptdarstellerin, die in zwei verschiedenen James-Bond-Filmen zwei verschiedene Figuren verkörperte, denn 1974 spielte sie in Der Mann mit dem goldenen Colt Andrea Anders, die Geliebte Scaramangas. 1985 hatte sie in Im Angesicht des Todes noch einen Cameo-Auftritt, als sie zufällig am Drehort anwesend war.
Nach diversen Action- und B-Movies drehte sie ab Anfang der 1990er Jahre nur noch Filme, die entweder ausschließlich im Videohandel erschienen oder für das Fernsehen bestimmt waren. Mitte der 1990er Jahre spielte sie in zwei Fernsehserien des schwedischen Fernsehens mit, um 1996 ihren vorerst letzten Filmauftritt zu haben. Im Jahr 2000 absolvierte sie einen Gastauftritt in einer Folge der Comedyserie Die wilden Siebziger, im Anschluss trat sie erst wieder 2008 mit einer Filmrolle in Erscheinung. Danach war sie 2024 in einer Folge von Blood Legacy – Ein blutiges Vermächtnis zu sehen. Ihr Schaffen umfasst mehr als 40 Produktionen.
In erster Ehe war sie mit Roy Adams von 1966 bis 1975 verheiratet. Seit 1999 ist sie mit dem Richter Charles Rubin verheiratet.

## Filmografie (Auswahl)
- 1970: Die Harten und die Zarten (The Boys in the Band)
- 1971: The Christian Licorice Store
- 1974: James Bond 007 – Der Mann mit dem goldenen Colt (The Man with the Golden Gun)
- 1975: Rollerball
- 1976: Die Söldner (Killer Force)
- 1977: Kojak – Einsatz in Manhattan (Kojak, Fernsehserie, 2 Folgen)
- 1977: Hawaii Fünf-Null (Hawaii Five-O, Fernsehserie, Folge 10x09)
- 1978: Die Zwei mit dem Dreh (Switch, Fernsehserie, Folge 3x15)
- 1978: Starsky & Hutch (Fernsehserie, Folge 3x15)
- 1979: Die Geschichte der Laura M (Laura, les ombres de l'été)
- 1980: Das Laserstrahlkommando (The Hostage Tower, Fernsehfilm)
- 1980: Spiel um Zeit (Playing for Time, Fernsehfilm)
- 1981: Tattoo – Jede große Liebe hinterläßt ihre Spuren (Tattoo)
- 1982: Chicago Story (Fernsehserie, 13 Folgen)
- 1982: Target – Gewalt gegen Gewalt (Jugando con la muerte)
- 1983: James Bond 007 – Octopussy (Octopussy)
- 1983–1984: Emerald Point (Emerald Point N.A.S., Fernsehserie, 22 Folgen)
- 1985: James Bond 007 – Im Angesicht des Todes (A View to a Kill) (Cameo-Auftritt)
- 1986: Hotel (Fernsehserie, Folge 3x13)
- 1987: Ladies Club (Women’s club)
- 1987: Jane und die verlorene Stadt (Jane and the Lost City)
- 1988: Blutkult (The Mysterious Death of Nina Chereau, Fernsehfilm)
- 1988: Tödliche Gier (Deadly Intent)
- 1988: Angel 3 – Die Suche (Angel III: The Final Chapter)
- 1989: In geheimer Mission (Mission: Impossible, Fernsehserie, Folge 1x19)
- 1989: Ein Leben für die Liebe (Pasión de hombre)
- 1989: Die Favoritin (The Favorite)
- 1990: Welcome to Hell (Silent Night, Deadly Night 4: Initiation)
- 1993: A Perry Mason Mystery: The Case of the Wicked Wives (Fernsehfilm)
- 1995–1997: Radioskugga (Fernsehserie, 6 Folgen)
- 1996: Walker, Texas Ranger (Fernsehserie, Folge 5x12)
- 1996: Ringer – Unter falschem Namen (Ringer)
- 1998: Vita lögner (Fernsehserie, 20 Folgen)
- 2000: Die wilden Siebziger (That ’70s Show, Fernsehserie, Folge 2x16)
- 2008: The Seekers
- 2024: Blood Legacy – Ein blutiges Vermächtnis (Blood Legacy, Fernsehserie, Folge 1x01)